# Cantó de Castèurainard
El cantó de Castèurainard és un cantó francès del departament de les Boques del Roine, situat al districte d'Arle. Té sis municipis i el cap és Castèurainard.

## Municipis
- Barbentana
- Castèurainard
- Airaga
- Graveson
- Nòvas
- Ronhonaç

## Història
| Data d'elecció                           | Identitat                | Partit                     | Qualitat |
| ---------------------------------------- | ------------------------ | -------------------------- | -------- |
| 1964-1982                                | Robert Marignan          | UDF-radical                |          |
| 1982-2001                                | Roland Inisan            | UDF                        |          |
| 2001-                                    | Anne-Marie Ayme-Bertrand | Divers droite, després UMP |          |
| les dades anteriors no són pas conegudes |                          |                            |          |
|                                          |                          |                            |          |